# Mélissa Petit
Pour les articles homonymes, voir Petit (patronyme).
Mélissa Petit (née le 15 février 1990) est une soprano lyrique française.

## Biographie
Mélissa Petit est née à Saint-Raphaël, en France. Elle a commencé à jouer du piano à l'âge de huit ans et a pris des cours de chant avec Fabienne Chanoyan à quatorze ans. Elle entre au Conservatoire de musique de Saint-Raphaël et réussit tous ses examens de chant avec mention[réf. nécessaire].
En 2009, elle s'inscrit à l'université de Musicologie de Nice Sofia Antipolis et travaille comme soliste avec l'orchestre de chambre de Saint-Raphaël.
De 2010 à 2013, elle a été membre du Studio international de l'opéra, à l'Opéra d'État de Hambourg.
En août 2011, elle s'est produite pour la première fois au Festival de musique ancienne d'Innsbruck, dans le rôle de l'Esprit protecteur des Lombards et de Regimbert dans la nouvelle production de Flavius Bertaridus, roi des Lombards, de Georg Philipp Telemann.
Entre 2010 et 2013, Mélissa Petit a participé à de nombreuses classes de maître, notamment avec Francisco Araiza, Cheryl Studer, Siegfried Jerusalem, Roberto Scandiuzzi, Andrzej Dobber et Ann Murray. En 2010, elle a également été bénéficiaire de bourse de la Fondation Körber.
En novembre 2012, elle est sélectionnée par l'Opéra d'État de Hambourg pour représenter le Studio international de l'opéra au concours Stella Maris à bord du prestigieux navire de croisière MS Europa 2. Lors de ce concours, elle a reçu deux des trois prix du jury, y compris une audition avec Deutsche Grammophon et un contrat pour un ou plusieurs concerts avec la Société philharmonique de Vienne.
En septembre 2013, elle est l'invitée de la chaîne de télévision franco-allemande Arte dans l'émission Stars de demain, animée par le ténor Rolando Villazón.
En 2014, elle a chanté Edilia dans la nouvelle coproduction d'Almira de Georg Friedrich Haendel à l'Opéra d'État de Hambourg et au Festival de musique ancienne d'Innsbruck sous la baguette de Alessandro De Marchi. Elle a également fait ses débuts dans le rôle de la sœur Constance dans les Dialogues des carmélites de Francis Poulenc à Hambourg sous la direction de Simone Young.
En 2015, elle a de nouveau collaboré avec Arte, dans l'émission télévisée Découverte de la musique avec Thomas Hengelbrock.
Après trois ans au Studio international de l'opéra et deux ans de travail indépendant, elle a rejoint l'ensemble de l'Opernhaus Zürich en 2015, chantant des rôles tels que Sophie dans Werther de Jules Massenet, Marzelline dans Fidelio de Ludwig van Beethoven, Ännchen dans Der Freischütz de Carl Maria von Weber et Créuse dans Médée de Marc-Antoine Charpentier.
Depuis 2017, Mélissa Petit s'est remise à chanter en free-lance et a connu le succès dans plusieurs grands rôles, notamment Micaëla dans Carmen de Georges Bizet et Gilda dans Rigoletto de Giuseppe Verdi au Festival de Brégence, Juliette dans Roméo et Juliette de Charles Gounod au Centre national des arts du spectacle de Pékin et au Deutsche Oper am Rhein de Düsseldorf, et Eurydice dans la nouvelle production de Orphée et Eurydice de Christoph Willibald Gluck à l'Opéra royal de Wallonie à Liège, en Belgique. À l'Opéra de Paris, elle a fait des apparitions dans le rôle de Giannetta dans L'elisir d'amore de Gaetano Donizetti et dans celui de Papagena dans La Flûte enchantée de Wolfgang Amadeus Mozart. En 2019, on a pu l'entendre dans le rôle d'Aricie dans Hippolyte et Aricie de Jean-Philippe Rameau, dans une coproduction du Théâtre des Champs-Élysées et de l'Opéra de Zurich.
Début 2020, Mélissa Petit a été invitée à chanter Marzelline dans la reprise de Fidelio de Beethoven à l'Opéra de Zurich et a chanté le même rôle dans la nouvelle production de Fidelio au Theater an der Wien à Vienne, où elle a collaboré avec Christoph Waltz, deux fois oscarisé. En mars 2021, elle a chanté Anna dans une représentation de concert de La Dame blanche de François-Adrien Boieldieu à Limoges.
Au Festival de Pentecôte de Salzbourg 2021, Mélissa Petit a fait ses débuts dans le rôle de Bellezza dans The Triumph of Time and Truth de Haendel et dans le rôle de Servilia dans une représentation concertante de La clemenza di Tito de Claudio Monteverdi. Elle a déjà chanté Servilia à Zurich et à Monte-Carlo.
Sur scène, elle chante de nombreux autres rôles tels que Barbarina dans Les Noces de Figaro de Mozart, Najade dans Ariadne auf Naxos de Richard Strauss, Clorinda dans La Cenerentola de Gioachino Rossini ou Cléopâtre dans Die unglückselige Cleopatra, Königin von Egypten oder Die betrogene Staats-Liebe de Johann Mattheson, ainsi que de nombreux autres.
Pendant longtemps, elle a été plus connue à l'étranger que dans son pays d'origine, la France.

## Discographie
- Beethoven : Fidelio (dans le rôle de Marzelline), Orchestre symphonique de Vienne sous la baguette de Manfred Honeck, Theater an der Wien, Unitel, 2020
- Verdi : Rigoletto (dans le rôle de Gilda), Orchestre symphonique de Vienne sous la baguette d'Enrique Mazzola, Festival de Brégence, Unitel, 2019
- Massenet : Werther (dans le rôle de Sophie), Philharmonia Zurich sous la baguette de Cornelius Meister, Chœur d'enfants de l'Opéra de Zurich, Chœur de l'Opéra de Zurich, Opernhaus Zürich, Accentus, 2017
- Bach : Oratorio de Noël BWV 248 (version ballet de John Neumeier), Philharmonisches Staatsorchester Hamburg sous la baguette de Alessandro De Marchi, Major, 2015

## Distinctions
- 2009 : 1er prix au Concours national de l'opéra à Béziers, France.
- 2009 : 2e prix au Concorso Musica Sacra di Roma à Rome, Italie.
- 2012 : 1er prix ainsi que prix de l'Opéra national de Bordeaux au Concours international Musique au cœur du Médoc à Bordeaux, France, organisé par Élizabeth Vidal et André Cognet[11].
- 2013 : 3e prix au Concours international de la musique Reine Sonja à Oslo, Norvège, en présence de la Reine Sonja.
- 2019 : 3e prix à la Compétition internationale de l'Opéra de Paris[12].

## Engagement caritatif
Depuis 2013, Mélissa Petit est la marraine de l'association GAEL Espoir Leucémie fondée en mémoire de Gaël, 17 ans, décédé d'une leucémie le 21 octobre 2003 après quinze mois d'hospitalisations répétées.